# 韓流ネタバラエティ ウッチャッサ!
韓流ネタバラエティ ウッチャッサ!（はんりゅうネタバラエティ ウッチャッサ、朝鮮語: 웃음을 찾는 사람들）は2003年から2017年5月31日まで韓国SBSで放送されたバラエティ番組である。原題は「笑いを探す人々」の意。※1984年に結成された民衆歌謡グループ「노래를 찾는 사람들（歌を探す人々、通称ノチャサ）」のパロディ。シーズン1は2003年から2010年まで、シーズン2は2013年から2017年まで放送された。

## 韓国での放送
- 初回放送
  - 2003年4月20日
  - 2013年4月14日
- 最終回
  - 2010年10月2日
  - 2017年5月31日
- 歴代ディレクター
  - 이동규（イ・ドンギュ）
  - 박재연（バク・ジェヨン）
  - 심성민（シム・ソンミン）
  - 정순영（ジョン・スンヨン）
  - 박상혁（バク・サンヒョク）
- 放送時間
  - 毎週 日曜日 10時55分 （2003年4月-7月）,（2013年4月-2013年9月）
  - 毎週 土曜日 17時55分 （2003年8月-10月）
  - 毎週 日曜日 17時10分 （2003年11月-2004年10月）
  - 毎週 木曜日 23時10分 （2004年10月-2006年11月）
  - 毎週 日曜日 18時40分 （2006年11月-2007年11月15日）
  - 毎週 木曜日 23時10分 （2007年11月15日-2008年8月1日）
  - 毎週 金曜日 20時50分 （2008年8月1日-2008年10月24日）
  - 毎週 金曜日 21時50分 （2008年10月31日-2009年6月12日）
  - 毎週 木曜日 23時15分 （2009年6月18日-2010年10月2日）
  - 毎週 金曜日 23時25分 （2013年10月-2015年3月13日,2016年2月12日~8月5日）
  - 毎週 日曜日 20時45分 (2014年12月28日,2015年3月20日-2016年1月31日)
  - 毎週 水曜日 23時10分 （2016年8月24日-2017年5月31日）

## 日本での放送
Mnetで、「韓流ネタバラエティ・ウッチャッサ!」という題名で放送された。
Mnet・BSフジ・ヨシモトファンダンゴTV放送分は、番組本編以外の部分（字幕製作・幕間のナレーションなど）を吉本興業が制作し、また2007年5月からナビゲーターとして山口智充（DonDokoDon）が出演している。

## 放送時間
- Mnet 土曜22:00～23:00 （再放送 火曜18:00～19:00　金曜深夜3:00～4:00）

過去に放送を行っていた局
- KNTV 毎週月曜 24:20～25:30
- BSフジ 毎週金曜 24:00～24:55（再放送　毎週土曜　25:00～25:55）2007年4月から2008年8月まで
- ヨシモトファンダンゴTV 毎週土曜 22:00～23:00（リピート放送あり）2007年5月開始
- アジアドラマチックTV 毎週金曜24:00～24:55 （再放送　土曜25:00～25:55）